# Oligodon affinis
Oligodon affinis este o specie de șerpi din genul Oligodon, familia Colubridae, descrisă de Albert Günther în anul 1862. Conform Catalogue of Life specia Oligodon affinis nu are subspecii cunoscute.

## Galerie

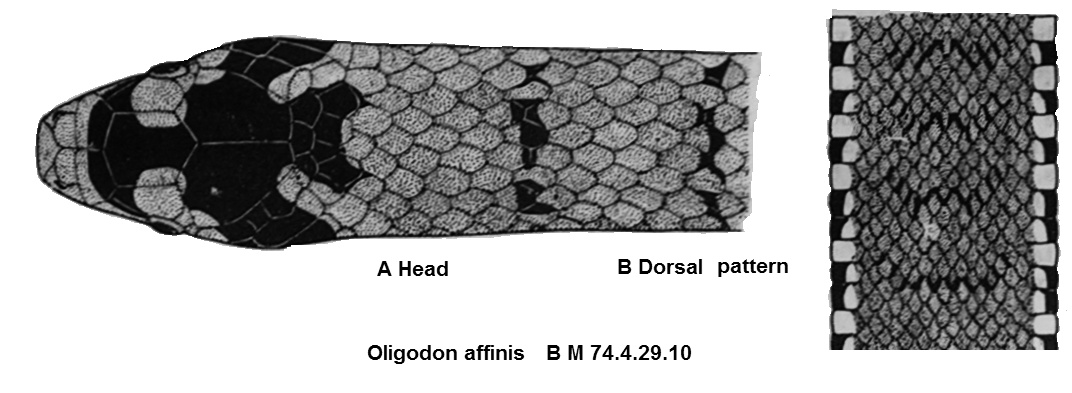
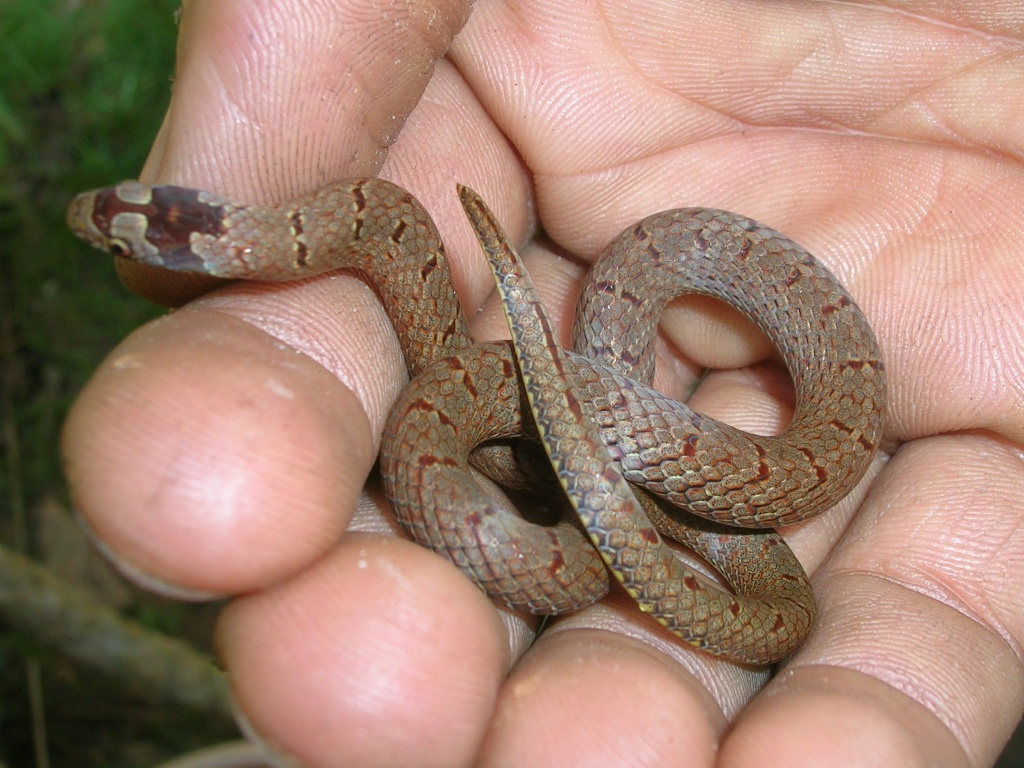